# Xanthoparmelia montanensis
Xanthoparmelia montanensis är en lavart som beskrevs av Hale. Xanthoparmelia montanensis ingår i släktet Xanthoparmelia och familjen Parmeliaceae.   Inga underarter finns listade i Catalogue of Life.